# علم جمهورية أيرلندا

علم جمهورية أيرلندا

اعتُمِد علم جمهورية أيرلندا رسميًا ولأول مرة في 21 كانون الثاني - يناير من سنة 1919 خلال حرب استقلال أيرلندا عن بريطانيا وشرع هذا العلم في الدستور الإيرلندي في 29 كانون الأول - ديسمبر من سنة 1937.
من الشائع أن يرفع علم جمهورية أيرلندا في أيرلندا الشمالية، ولكن الحكومة البريطانية تعارض هذا بسبب مخاوف من الانفصال.

## معنى ألوان العلم
- الأخضر: يرمز إلى الأغلبية الكاثوليكية الغايلية في جمهورية أيرلندا.
- الأبيض: يرمز إلى التسامح بين الكنيستين الكاثوليكية والبروتستانتية.
- البرتقالي: يرمز إلى الأقلية البروتستانتية الأنجلوساكسونية في جمهورية أيرلندا (حيث ترجع أصول هذا اللون إلى ويليام الثالث أورانج البروتستانتي المذهب ملك إنجلترا الذي هزم الملك جيمس الثاني الكاثوليكي المذهب في معركة بوين سنة 1690 م).

## أعلام مشابهة

علم كوت ديفوار
علم الهند
علم النيجر